# 過早的埋葬
《過早的埋葬》是一部由愛倫·坡於1844年所著的短篇小說，當時發佈在The Philadelphia Dollar Newspaper。

## 故事簡介
主角患有奇怪的疾病，會突然昏迷一段長時間，很容易令人誤以為已經死亡。主角知道很多活人被誤當死人埋葬的故事，並擔心他朝有日發生在自己身上，於是將家族的墓窖改裝成可以由內部開啟。一日，主角發現自己困在狹窄的木板空間之中，又聞到一陣泥土味，於是以為自己在外出時昏迷被陌路人埋葬了。最終主角想起原來自己到了一架小船上寄宿，從此以後，主角的奇怪疾病都痊癒了。